# Eric Ragnor Sventenius

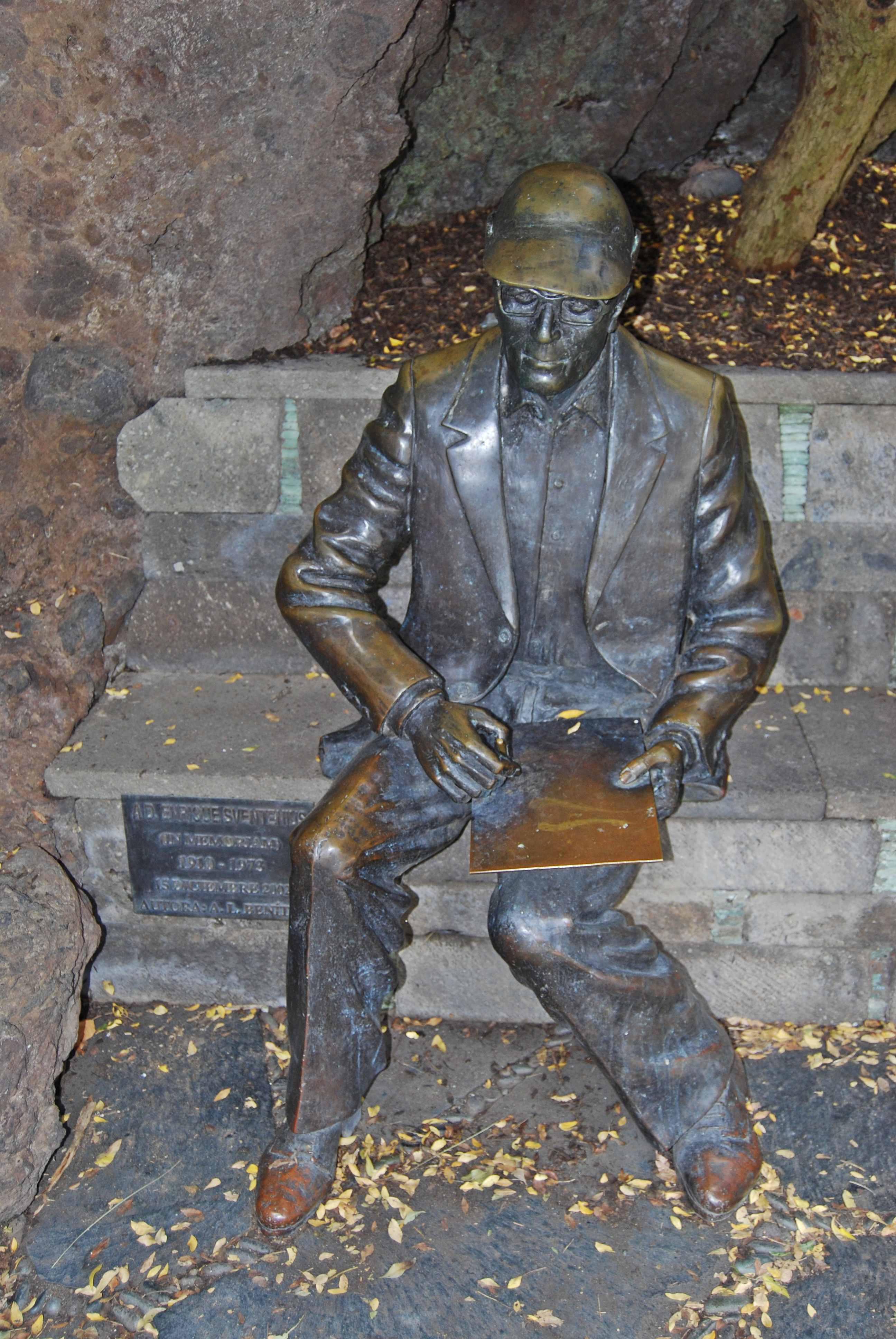
Staty av Sventenius i Jardín Botánico Viera y Clavijo, Gran Canaria.

Eric (Don Ericus) Ragnar Sventenius (född Erik Ragnar Svensson, även känd som Eric Ragnor, Erich, Enrico och Ericus) född 10 oktober 1910 i Skirö församling i Jönköpings län, död 23 juni 1973 på Gran Canaria, var en svensk botaniker. Sventenius verkade främst i Spanien och på Kanarieöarna. 
Utomlands även känd med stavningarna Eric Ragnor, Ericus, Erich, Enrico. Som auktor i botaniska sammanhang har Sventenius förkortningen Svent. 

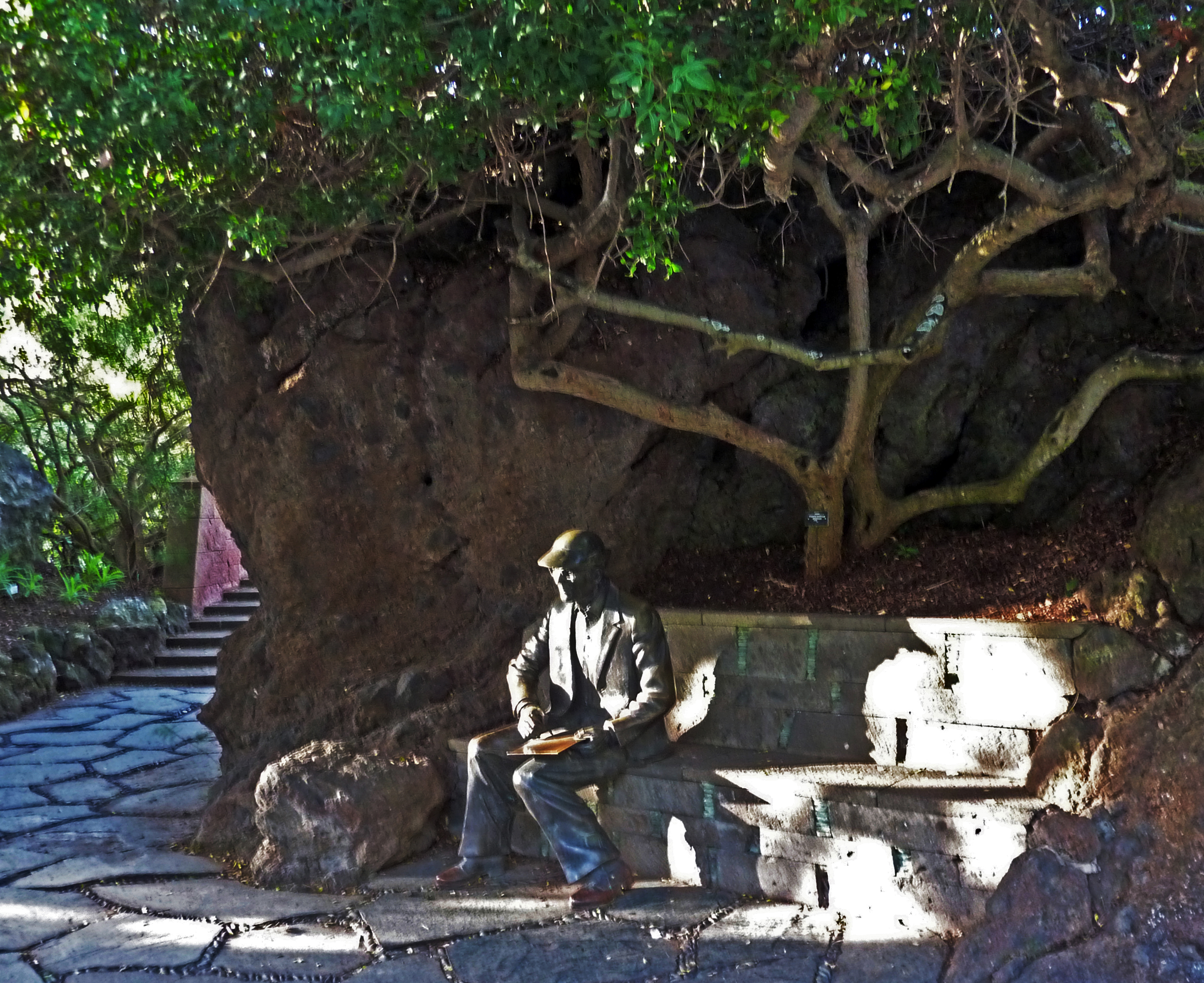
Sventenius staty i botaniska trädgården.

## Biografi

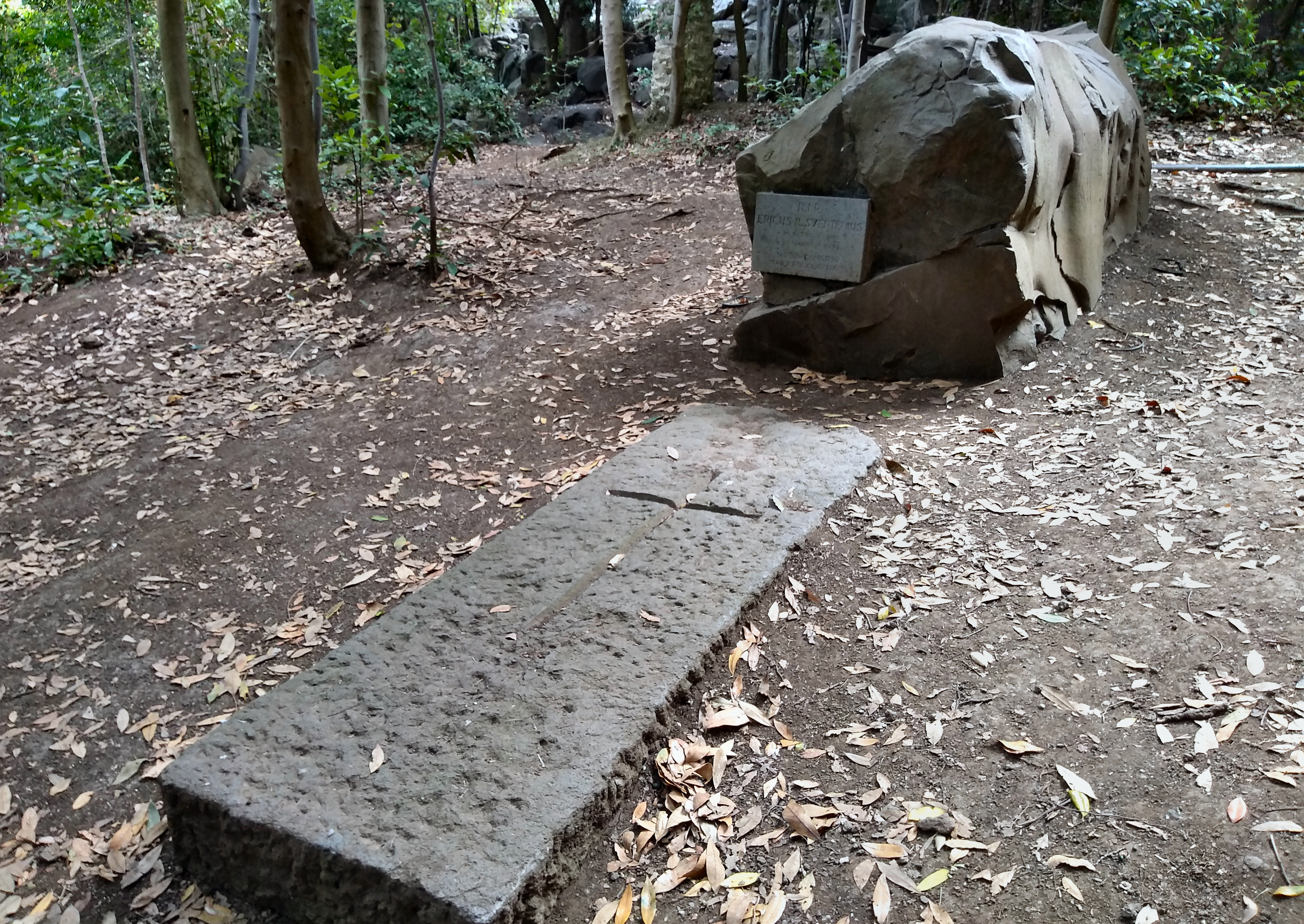
Sventenius grav i botaniska trädgården.

Erik Svensson föddes som son till sågverksarbetaren Sven Alfred Svensson (f. 1876) och Signe Agda Maria Karlsdotter (f. 1884). Familjen bodde till en början i 
gårdsmejeriet vid Gölberga gård men flyttade 1918 till Liljesberg under Lillarps Mellangård, 
båda platserna belägna i Skirö socken.
Efter sexårig folkskola och totalt tolv veckors fortsättningsskola avslutade Erik Svensson sin skolgång med mycket goda betyg. Därefter ägnade han sig åt självstudier och praktik på olika trädgårdar, först i Sverige och sedan utomlands, möjligen i Tyskland och Schweiz. Som 24-åring blev han kallad till Spanien för att bygga upp en botanisk trädgård i Blanes, strax nordost om Barcelona. År 1935 utnämns han till chef över denna trädgård, Jardí Botanic Marimurtra. Trädgården hade grundats 1920 av Karl Faust och Erik Svensson skötte trädgården väl under flera år trots att Spanska inbördeskriget medförde svårigheter. Efter att ha fått sparken (10 september 1940) som chef, troligen till följd av en ekonomisk tvist, gick Erik Svensson i kloster. Här studerade han latin, ordnade i dess herbarium och tog väl hand om dess trädgård. Under denna klostervistelse konverterade han till katolicismen och tog sig namnet Erik Sventenius. År 1943 fick han en botaniktjänst vid Orotavaträdgården på Teneriffa. Hans mission var att utforska den kanariska floran och han drömde snart om att anlägga en trädgård för denna så intressanta flora. 42 år gammal, år 1952, fick Sventenius klartecken för att anlägga en botanisk trädgård på Gran Canaria, en trädgård som officiellt fick namnet Jardín Botanico Viera y Clavijo. Han ansvarade för trädgårdens anläggning och ritade själv flera av byggnaderna. Under resten av sitt liv studerade han floran på de makronesiska öarna och beskrev cirka hundra nya taxa för vetenskapen, varav sextio fortfarande är giltiga. Han var chef för botaniska trädgården fram till sin död. Sventenius avled den 23 juni 1973 då han blev överkörd av en bil på väg hem till sin bostad.